# American Ornithological Society

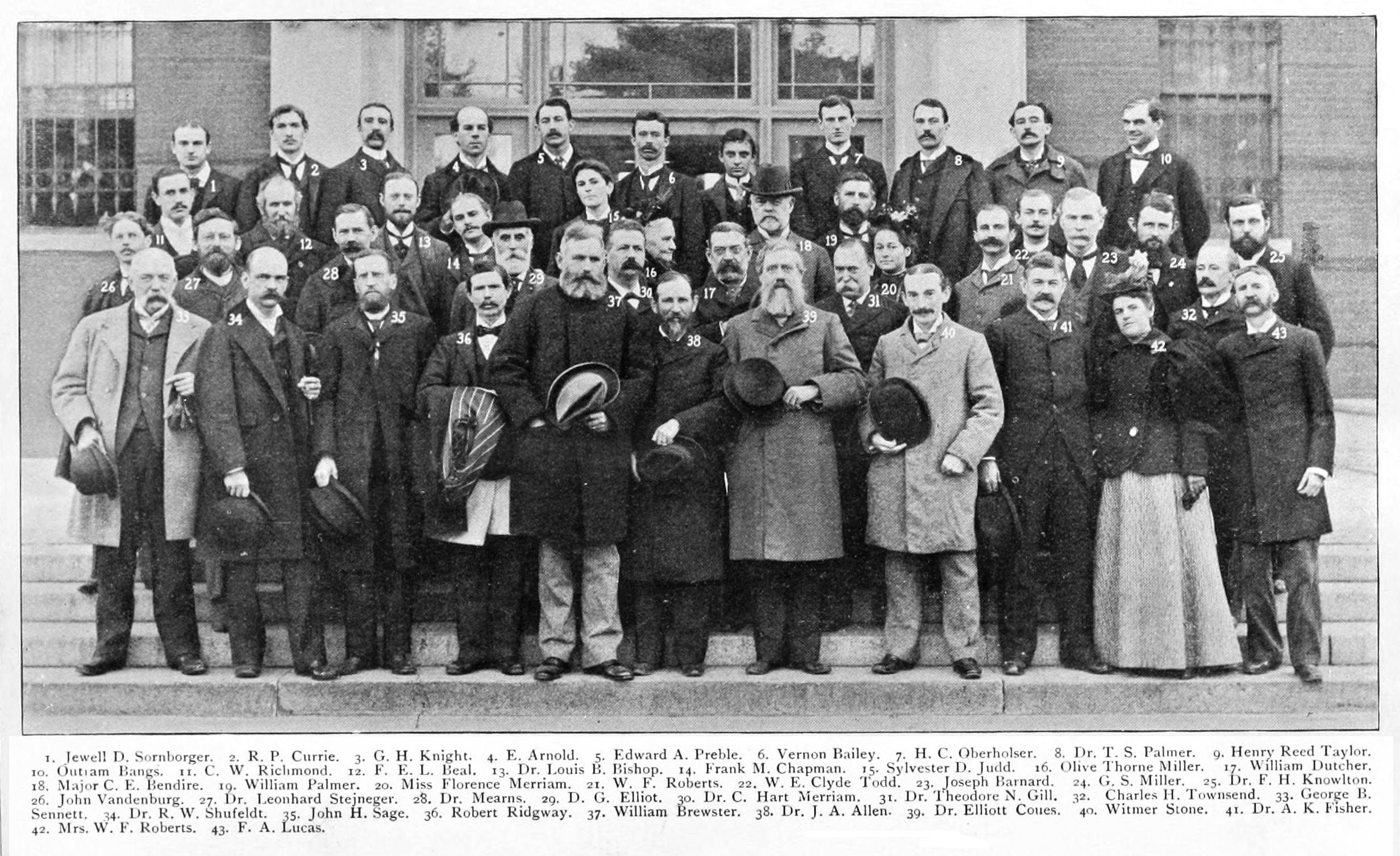
Participantes en el 13º congreso de la AOS.

La American Ornithological Society (AOS; traducido en español como «Sociedad Ornitológica Estadounidense») es la más grande y antigua organización del Nuevo Mundo dedicada al estudio científico de las aves.
Fue fundada en septiembre de 1883 con el nombre de American Ornithologists' Union por Elliott Coues, Joel Asaph Allen y William Brewster. La organización actual se fundó en 2016 por la fusión de la American Ornithologists' Union y la Cooper Ornithological Society.
Su revista cuatrimestral, The Auk («el Alca»), se publica desde enero de 1884.
El South American Classification Committee (SACC) (Comité de Clasificación de América del Sur), un comité oficial en el marco de la AOS, está encargado de la creación de una clasificación estándar, con los nombres en inglés, para las especies de aves de América del Sur.